# ヤン・フジマリー
- ヤン・フジーマリー
- イワン・グルジマリー
- ヤン・フリマリー
- ヤン・フジマリー

ヤン・フルジーマリー（チェコ語: Jan Hřímalý、ロシア語: Иван Войцехович Гржимали(イワン・ボイツェホヴィチ・グルジマリ)、, 1844年4月13日 – 1915年1月〔1月11日～1月24日〕）は、チェコ出身のヴァイオリニストで教育者。

## 経歴
オーストリア帝国のピルゼン（現在のチェコ・ピルゼン）生まれ。父ヴォイチェフ（Vojtěch, 1809–1880）はオルガニストで作曲家であり、著名なチェコ人音楽家の家系の出であった。兄ヴォイチェフ2世とモーリツ・ミルドネルの指導を受ける。
1855年から1861年までプラハ音楽院でヴァイオリンを学び、1862年から1868年までアムステルダム管弦楽団のコンサートマスターに就任した。1869年にフェルディナント・ラウプの後任としてモスクワ音楽院ヴァイオリン科の教授に任命される。1874年から1906年までモスクワでロシア音楽科学オーケストラのコンサートマスターを受け持った。1915年、モスクワで死去。

## 作曲作品・著作
ピョートル・チャイコフスキーの知遇を得て、高い評価を受けている。チャイコフスキーの弦楽四重奏曲《第2番》と《第3番》の初演に参加したほか、1882年3月には、《ピアノ三重奏曲「偉大な芸術家の思い出に」》の非公開初演にも出演した。おそらくは同年10月の公開初演にも出演したであろうが、確証はない。
数々の技巧的な練習曲や研究書を遺しており、そのいくつかはヤッシャ・ハイフェッツに重用された。
蝋管を用いた草創期の録音技術によって、作曲者であるアレンスキー自身のピアノとアナトーリー・ブランドゥコーフのチェロとともに《ピアノ三重奏曲_第1番》の演奏を遺している。これは作曲直後の演奏であり、ほぼ間違いなく同作の最初の録音である。

## 教育者として
卓越した教師として定評があり、門下よりレインゴリト・グリエール（《弦楽八重奏曲》作品5をフジマリーに献呈している）やパウル・ユオン、アルカディ・ドゥベンスキー、ピョートル・ストリャルスキー（門下にナタン・ミルシテインやイヴァン・ガラミアン、ダヴィッド・オイストラフ、レオニード・コーガンらを擁する）、ニコライ・ロスラヴェッツ、コンスタンチン・サラジェフ、アレクサンドル・ペチュニコフ、ミハイル・プレス、アレクサンドル・シュムレルらを輩出した。ジャン・シベリウスの最初のヴァイオリン教師であったミトロファン・ワシリーイェフもおそらくフジマリーの門弟であろう。